# Fatapera

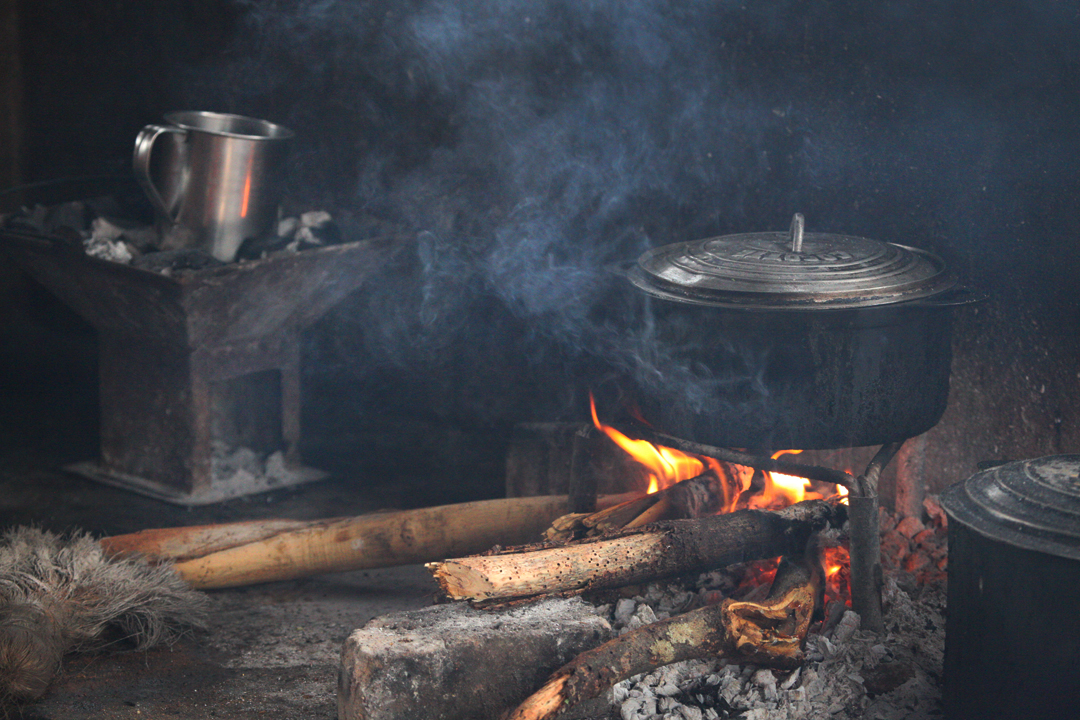
Fatapera quadrangulaire (à gauche) et marmite, au sud de Madagascar.

Le fatapera [fatapéR] (ou fata-pera, fatam-pera,) est un ustensile traditionnel de Madagascar. C'est un foyer ou réchaud à charbon de bois principalement utilisé pour la cuisson des aliments.
Ce petit foyer très pratique fait partie des outils incontournables de chaque habitation, utilisé dans la cuisine en intérieur ou en extérieur. À partir de techniques différentes, il permet de cuisiner des aliments, de faire des grillades, des fritures ou des gâteaux.

## Description

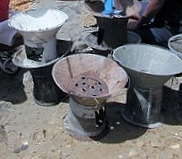
Fataperas ronds.

Ce petit creuset fait office de gazinière, de barbecue, de four, mais aussi de réchaud dans des régions et pendant les saisons plus fraîches.
Il s’agit de ce que l’on pourrait appeler un brasero ou barbecue, d’une hauteur de 30 cm, avec un pourtour quadrangulaire d’environ 25 cm, sur la partie inférieure ou supérieure, ce qui permet une position bien stable. Le plus souvent cette embase est circulaire mais bien moins stable.
Le fatapera est chargé en charbon de bois, une grille est posée dessus. La partie centrale possède une cheminée qui permet l’appel d’air et sur la partie inférieure il y a un plateau qui réceptionne les cendres.

## Utilisation

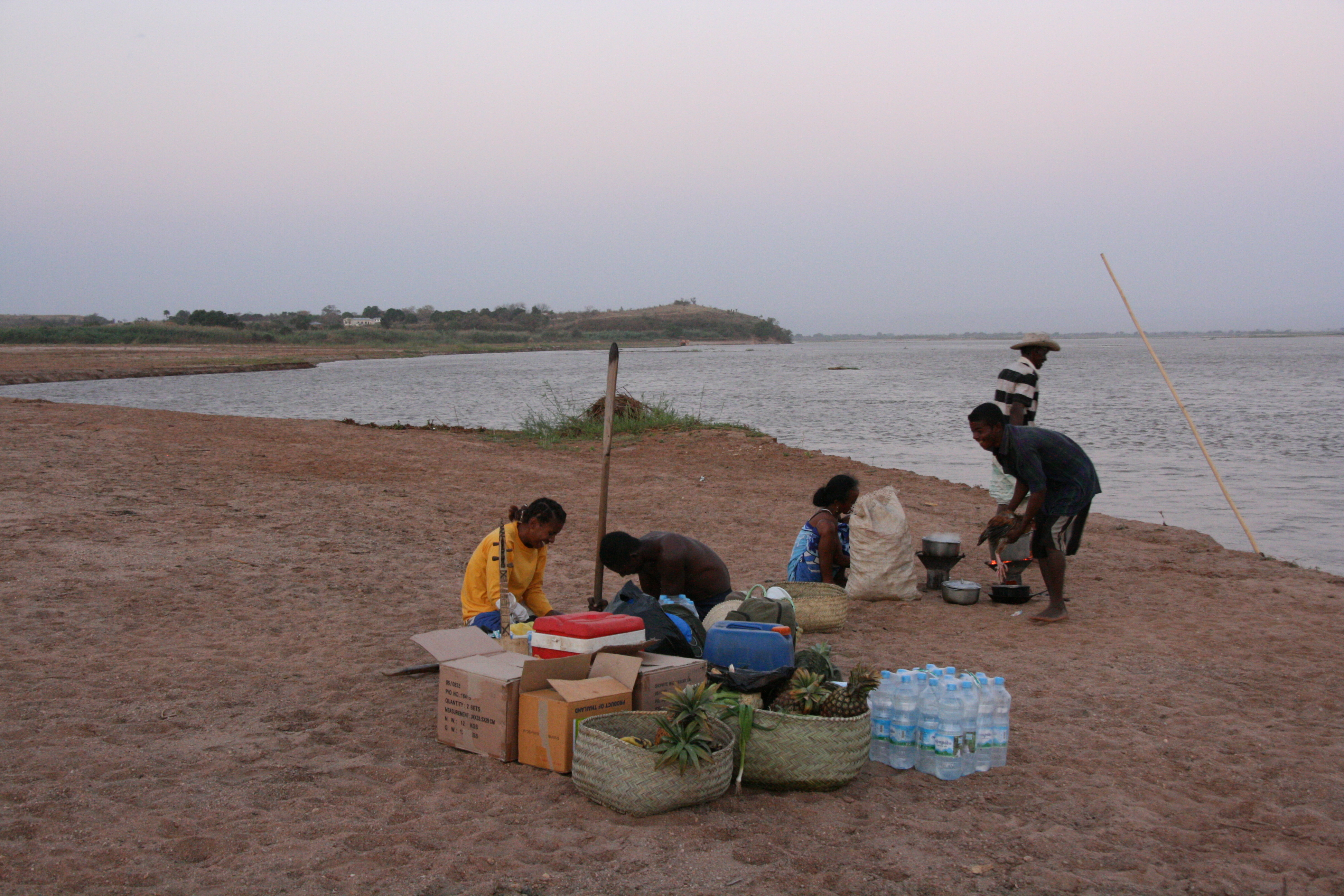
Pique-nique au bord du Tsiribihina.

Il est léger, pratique et peut se transporter facilement. Il fait souvent partie du voyage, rares sont les  taxi-brousse qui n’ont pas à bord un fatapera. Il est surtout utile pour un voyage dont les trajets sont longs car en cas de d’incident de parcours les dépannages peuvent parfois demander plusieurs heures voire plusieurs jours.
Il permet aussi pour tout autre voyageur un tant soit peu aventurier de faire des escales sur les longs parcours du pays où il n’est pas toujours aisé de trouver une auberge. Il est également amené pour un pique-nique. Cela permet d'avoir un repas chaud.

On estime qu'une famille citadine consomme environ 60 à 70 kg de charbon de bois par mois, ce qui correspond à environ 2 sacs. 

## Traditions de la gastronomie dans les rues
Dans les rues et les avenues, à la tombée de la nuit des vendeurs de rue installent leurs hotely (gargotte) sur les trottoirs équipés d'un fatapera, d'un sac de charbon et de quels rudimentaires ustensiles de cuisine. Ils font longuement rôtir à feu doux sur la braise  les fameuses maskita [maskik]. Des petits morceaux de graisse de la bosse et de viande de zébu sont la base de ces brochettes appréciées de tous. Une petite sauce à base de tomate est versée sur la brochette juste avant de la mettre en bouche. Il y a aussi, plus dans la partie sud du pays, car ce sont les zones de production, les patates douces (vomanga) et le manioc (mangahaza) grillés sur le fatapera. À base de farine de riz légèrement sucrée, on trouve aussi les traditionnels mofo gasy [muf gas] (« pains malgaches ») ou le vary sosoa [var susu], un bouillon de riz. Mais également des fritures salées, sucrées... il y a en fait un large choix de plats.

## Fabrication
Il existe deux modèles de fatapera. Le plus courant est le modèle très rudimentaire fabriqué à partir de tôle en fer blanc, très souvent de la tôle recyclée. C'est également le moins onéreux.
De nombreuses associations tentent cepandant de promouvoir le fatapera (ou fatana) tanimany ou mitsitsy. Il s’agit d’un modèle plus élaboré dit « économique », car il permet une consommation moindre en charbon de bois et il diffuse une chaleur plus constante. La base de fabrication est la même sauf que pour celui-ci, la tôle enveloppe une couche de terre argileuse cuite (principe des briques réfractaires). Il n’est pas facile de vulgariser ce modèle de fatapera tanimany (terre rouge) ou mitsitsy (« être avare », « économe »), car il est bien plus coûteux. On estime néanmoins que ce type de fatapera permet de réduire de 50 % la consommation de charbon et d'économiser plus de 15 % sur le budget familial,.

## Origine du mot
C'est un objet  ancien, qui figure déjà dans les ouvrages lexicaux du XIXe siècle. Ce mot vient de la racine du verbe fatak. Au croisement des civilisations dont est constitué ce pays. Ce mot se retrouve dans la mythologie arabe, Fatak, dans le récit du Bahamut c'est le serpent de feu, symbole de puissance. Plus récent, on le retrouve dans les racines de la langue malgache, fatam-pera, « fourneau en fer ». Francisé, fata-pera donnera fatapera. Il y aurait aussi, mais peu usitée, la comparaison d'un vieux véhicule à un fatapera. Pour en quelque sorte décrire ce qui n'est qu'un tas de tôles ambulantes.
Plus encore par extrapolation, les lexies associées, rapprocheront par métaphore au « foyer » du peuple : firaisana, fokontany, faritany, faritra (union, mairie, quartier, village, région, province) et fatam-by : poêle.